# Mexico International 1962
Die Mexico International 1962 im Badminton fanden vom 12. bis zum 15. April 1962 in Mexiko-Stadt statt.

## Finalergebnisse
| Disziplin    | Sieger                              | Finalist                         | Ergebnis          |
| ------------ | ----------------------------------- | -------------------------------- | ----------------- |
| Herreneinzel | Erland Kops                         | Tan Joe Hok                      | 15-8, 15-9        |
| Dameneinzel  | Pat Gallagher                       | Doris Martin                     | 11-0, 11-5        |
| Herrendoppel | Erland Kops Tan Joe Hok             | Ferry Sonneville Berndt Dahlberg | 15-7, 14-17, 15-4 |
| Damendoppel  | Pat Gallagher Carlene Starkey       |                                  |                   |
| Mixed        | Manuel Armendariz Beulah Armendariz | Michael Hartgrove Helen Tibbetts |                   |